# フアン・イグレシアス
フアン・アントニオ・イグレシアス・サンチェス（Juan Antonio Iglesias Sánchez、1998年7月3日 - ）は、スペイン・バリャドリッド出身のサッカー選手。ラ・リーガ・ヘタフェCF所属。ポジションはDF。

## クラブ経歴
2015-16シーズン、レアル・バリャドリードのBチームでキャリアをスタートさせると、2017年9月2日にUDログロニェスへ加入した。加入2シーズン目にあたる2018-19シーズン、トップチームでリーグ戦36試合に出場し、シーズン終了後の7月18日にヘタフェCF移籍が発表された。
2020年12月30日、アトレティコ・マドリードとのリーグ戦でラ・リーガデビューを果たした。